# World Series of Fighting Global Championship
World Series of Fighting Global Championship（ワールド・シリーズ・オブ・ファイティング・グローバル・チャンピオンシップ、略称WSOF GC）は、アメリカ合衆国の総合格闘技団体。

## 概要
K-1で活躍したレイ・セフォーを代表とした団体WSOFと同系列の総合格闘技イベント北米以外で活動を行う為に設立された、アジア中心に活動していくためロイヤル・ユニオン・トラストとアジア市場でのライセンス権利契約を締結
同社はアジア市場でMMA興行を展開するために設立されたWSOF ASIA（本社は中国の海南）とライセンス使用契約を結んだ
第一回大会をWSOF ASIAの本拠地中国の海南で開催、第二回大会を日本のTDCホールで2016年2月に開催する。

## ルール
試合は円形のケージ（金網）を使用して行なわれる。ユニファイドルールを適用している。

## 階級・王座
| 階級           | 重量区分          | 現王者 | 防衛回数 |
| -------------- | ----------------- | ------ | -------- |
| ヘビー級       | -265lbs: -120.2kg |        |          |
| ライトヘビー級 | -205lbs: -93.0kg  |        |          |
| ミドル級       | -185lbs: -83.9kg  |        |          |
| ウェルター級   | -170lbs: -77.1kg  |        |          |
| ライト級       | -155lbs: -70.3kg  |        |          |
| フェザー級     | -145lbs: -65.8kg  |        |          |
| バンタム級     | -135lbs: -61.2kg  |        |          |
| フライ級       | -125lbs: -56.7kg  |        |          |
| 女子ストロー級 | -115lbs: -52.2kg  |        |          |

## 開催履歴
| 大会名             | 開催年月日     | 会場           | 開催地       |
| ------------------ | -------------- | -------------- | ------------ |
| WSOF GC 2: Japan 1 | 2016年2月7日   | TDCホール      | 東京都文京区 |
| WSOF GC 1: China 1 | 2015年11月23日 | 海南海口体育館 | 海南省海口市 |